# K11/14、K13/12次列车
K11/14、K13/12次列车是中国铁路运行于中央直辖市上海至湖北省会武汉之间的一对快速旅客列车，自2003年7月5日起开行，于2016年5月15日停运。由上海铁路局上海客运段负责客运任务。列车使用中国铁路25G型客车，沿沪昆铁路、向梁铁路、京九铁路及武九铁路运行，途经上海、浙江、江西、湖北四省市，全程1172公里。其中上海南站至武昌站运行16小时45分，使用车次为K11/14次；武昌站至上海南站运行15小时24分，使用车次为K13/12次。

## 历史
K11/12次及K13/14次原为两趟不同列车所使用的车次，其中K13/14次是自1997年4月1日起被用于北京－上海的快速列车，K11/12次则是自1998年10月21日起被用于北京－沈阳的快速列车中。至2000年10月21日进行中國鐵路第三次大提速后，两趟列车均升级为特快列车，车次分别变更为T11/12次及T13/14次，原车次得以留空。
至2003年7月5日，为缓解武汉与上海间旅客运输紧张的状况，上海铁路局新增开行了一班由上海至汉口的快速列车，车次使用K11/14、K13/12次，沿途除停靠鄂州、阳新、南昌、上饶、衢州、金华西、义乌、诸暨、海宁、嘉兴、松江等车站外，还停靠庐山、鹰潭、杭州东等旅游城市，能较好满足夏季出游旅客的不同需求。自2007年4月18日中国铁路第六次大提速起，上海－汉口的K11/14、K13/12次变更区段为上海南－汉口运行。而自2008年7月16日起，由于汉口站进行改造施工，K11/14、K13/12次车被调整为武昌始发及终到。
由于该区间目前有大量列车，且大部分为动车组列车，时间优势明显；K11/14、K13/12次列车自2016年5月15起停运。

## 列车编组
K11/14、K13/12次列车使用配属上海铁路局上海车辆段的中国铁路25G型DC600V机车直供电车底，列车采取18节编组，其中硬卧车9辆、硬座车6辆、软卧车、餐车及行李车各1辆。
| 车厢编号 | 1-6          | 7          | 8            | 9-17         | 18           |
| 车型     | YZ25G 硬座车 | CA25G 餐车 | RW25G 软卧车 | YW25G 硬卧车 | XL25G 行李车 |

## 机车交路
| 车站区段               | 上海南 ↔ 武昌                                                 |
| 本务机车 配属 司机更替 | 和谐3C型电力机车 武局江段 杭州/南昌/武昌南司机在金华/南昌轮乘 |